# Dysphania auriplaga
Dysphania auriplaga är en fjärilsart som beskrevs av W. Warren 1895. Dysphania auriplaga ingår i släktet Dysphania och familjen mätare. Inga underarter finns listade i Catalogue of Life.